# ポンテデーラ
ポンテデーラ (伊: Pontedera) は、イタリア共和国トスカーナ州ピサ県にある、人口約30,000人の基礎自治体（コムーネ）。

## 地理

### 位置・広がり

#### 隣接コムーネ
隣接するコムーネは以下の通り。
- カルチナーイア
- カパンノリ
- カシャーナ・テルメ・ラーリ (ラーリ)
- カーシナ
- モントーポリ・イン・ヴァル・ダルノ
- パラーイア
- ポンサッコ
- サンタ・マリーア・ア・モンテ

### 気候分類・地震分類
ポンテデーラにおけるイタリアの気候分類 (it) および度日は、zona D, 1861 GGである。
また、イタリアの地震リスク階級 (it) では、zona 3 (sismicità bassa) に分類される。

## 行政

### 分離集落
ポンテデーラは以下の分離集落（フラツィオーネ）がある。
- Gello, Il Romito, La Borra, La Rotta, Montecastello, Pardossi, Santa Lucia, Treggiaia